# Zweiter Strelizenaufstand
Der Zweite Strelizenaufstand war ein erfolgloser Aufstand, der während der Abwesenheit des russischen Zaren Peters I. im Zuge der Großen Gesandtschaft im Juni 1698 ausbrach. Nach einer kurzen Schlacht vor Moskau wurden die vier Strelizenregimenter besiegt und ein Großteil der Überlebenden in den Folgemonaten verhört, gefoltert und hingerichtet.

## Peter I. auf Reisen
Die Strelizen waren in den 40er und 50er Jahren des 16. Jahrhunderts als erstes stehendes Heer im Moskauer Staat im Rahmen der Militärreformen Iwans IV. gegründet worden. Sie befürchteten, unter Peter I. ihre herkömmlichen Rechte zu verlieren. Seit dem ersten Strelizenaufstand von 1682 waren die Strelizen die innenpolitischen Gegner Zar Peters I. und seines Modernisierungskurses. Im Februar 1697 deckte Peter I. einen Hochverrat des Strelizenobersten Iwan Zykler und der Bojaren Fjodor Puschkin und Alexei Sokowonin auf und leitete selbst die Untersuchung. Nach den unter Folter erwirkten Geständnissen ließ Peter I. vor seiner Abreise nach Westeuropa alle Teilnehmer der Verschwörung öffentlich hinrichten und andere geringfügig Involvierte in das Innere des Zarentums verteilen, wo sie mit den übrigen Truppen vermischt wurden.
Ziel dieser Verschwörung war es gewesen, Peters Halbschwester Sofia zurück an die Macht zu bringen. Die Bewachung der im Jungfrauenkloster eingekerkerten Sofia wurde daraufhin auf hundert Mann verstärkt. Die Gefahr eines Aufruhrs war damit aber nur für einen Augenblick gebannt worden und fachte sich durch die Abwesenheit Peters I. wieder an. Die Gründe hierfür waren:
- der Vorzug, der den neuerrichteten, meist von ausländischen Spezialisten geführten regulären Truppen bei jeder Gelegenheit vor den Strelizen eingeräumt wurde,[4]
- ihre Versetzung an die Grenzen des Reiches (u. a. 3000 Strelizen nach Asow, später erweitert auf zehn Strelizenregimenter) und die damit verbundene Familientrennung,[5]
- eine Verschwörung orthodoxer Priester, die gegen die zahlreich eingewanderten Ausländer agitierten.

Für die Dauer seiner Abwesenheit setzte Peter I. einen Regentschaftsrat mit weitgehenden Befugnissen ein. Fürst Romodanowski erhielt den Auftrag, als Gouverneur von Moskau für Sicherheit und Ordnung zu sorgen.
Nach einem harten Winter ohne Besoldung und ausreichendem Proviant zogen 175 Strelizen von den Grenzen des Reiches nach Moskau, um den ausstehenden Sold einzufordern. Anfang Mai 1698 traten diese Deserteure wieder in den Dienst in ihren Regimentern in Welikije Luki und Rschew ein. Als Peter I. von den Ereignissen erfuhr, forderte er eine strenge Bestrafung der Deserteure. Der Regentschaftsrat beauftragte Romodanowski am 2. Juni, die betroffenen Strelizenregimenter neuen Standorten zuzuweisen und die Deserteure zu verhaften. Auf dem Weg zu den neuen Standorten stoppten die Regimenter plötzlich. Sie weigerten sich weiterzumarschieren und setzten ihre Offiziere ab. Aufgrund von Gerüchten, dass die Familien der Strelizen aus Moskau verbannt werden sollten, zogen diese etwa 2600 Strelizen nun gegen Moskau. Die Bojarenduma beschloss am 11. Juni, den Strelizen ein Heer unter Leitung von General Schein entgegenzuschicken, dem General Gordon zur Seite treten sollte. Das Regierungsheer war etwa 3700 Mann stark und hatte 25 Kanonen.

## Niederschlagung der Verschwörung

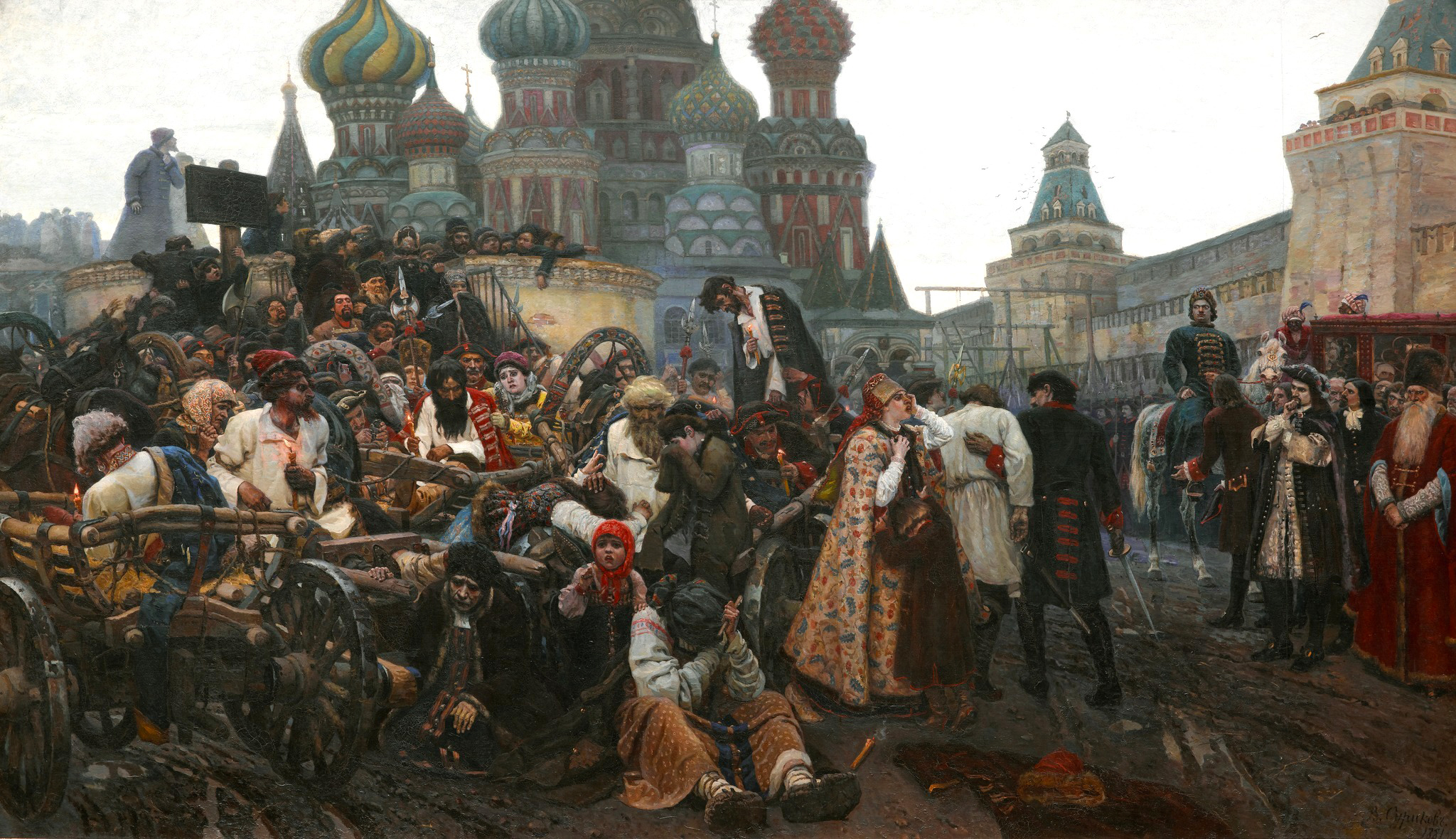
Am Morgen der Hinrichtung der Strelizen,
Historiengemälde von Surikow

Etwa 25 Kilometer von Moskau entfernt stieß General Gordon mit seinen Truppen auf die aufständischen Strelizen. Am 17./18. Juni wurden die ohne Plan angreifenden Strelizen in kurzer Zeit besiegt. An Opfern wurden bei den Strelizen 70 Tote und rund 40 meist schwer Verwundete gezählt. Bei dem Regierungsheer wurden lediglich vier Verwundete gemeldet. General Gordon ließ alle Strelitzen gefangen nehmen und leitete gemeinsam mit Schein Untersuchungen ein. Während dieser wurden 130 Strelizen der Anstiftung der Unruhen bezichtigt und gehängt. Die übrigen etwa 1870 Strelizen wurden auf vier Klöster verteilt und dort eingekerkert.
Peter I. bekam erst Nachricht von diesem Aufstand, als er sich in Wien befand. Er brach seine Reise ab und kehrte umgehend nach Moskau zurück. Als Peter I. am 24. August 1698 seinen Sommersitz Preobraschenskoje bei Moskau erreichte, hatte General Gordon die Rebellion bereits niedergeschlagen. Die regulären Truppen der Poteschnyje hatten ihm so gute Hilfe geleistet, dass Peter I. sie reich belohnte und später zu seiner Leibgarde erhob.
Er ließ an den verbliebenen 1870 Gefangenen ein Exempel statuieren, da die bis dahin erfolgten Untersuchungen aus seiner Sicht zu schnell und ohne befriedigende Ergebnisse beendet worden waren. Peter I. beauftragte die Geheime Kanzlei mit der gerichtlichen Untersuchung des Strelizenaufstandes unter Einsatz der Folter. Peter setzte eine Vernichtungsaktion in Gang, die mehrere Monate andauerte. Von Oktober 1698 bis Februar 1699 wurden über tausend Personen öffentlich exekutiert. Die Leichen oder deren Köpfe wurden auf den Toren und Mauern Moskaus der Verwesung überlassen, viele mussten bis zu ihrer Auflösung am Galgen hängen bleiben. 1100 Strelitzen verloren auf diese Art ihr Leben, Minderjährige wurden nach Sibirien, Astrachan und Asow verbannt, das Korps der Strelizen aufgehoben, der Name abgeschafft und für ehrlos erklärt.
Während der Niederschlagung des Strelizenaufstandes 1698 verdächtigte Peter I. auch seine erste Frau Jewdokija der Teilnahme an der Verschwörung und verbannte sie 1698 ins Kloster Susdal.

## Folgen
Nach der Vernichtung der Strelizen stand Peters I. Reformplänen nichts mehr im Wege. Er führte umfassende Reformmaßnahmen ein, die den Bruch mit der Vergangenheit und den überkommenen moskowitischen Lebensformen bedeuteten.